# Капля Сергій Олександрович
Сергі́й Олекса́ндрович Капля — старший лейтенант Збройних сил України, учасник російсько-української війни.

## З життєпису
Командир танкового взводу, 92-га бригада, у часі боїв зазнав поранення.

## Нагороди
За особисту мужність і героїзм, виявлені у захисті державного суверенітету та територіальної цілісності України, вірність військовій присязі під час бойових дій та при виконанні службових обов'язків, відзначений — нагороджений
- 13 серпня 2015 року — орденом Богдана Хмельницького III ступеня.